# North Park University
North Park University är ett privat universitet i Chicago grundat år 1891. Universitetet är beläget i den norra delen av staden och har över 3 000 studenter. Lärosätet har 60 utbildningsprogram på grund- och avancerad nivå.  4 procent av skolans elever är internationella. Merparten av universitetets forskning och utbildning ryms inom tre områden: ekonomi/ledarskap, biologi och medicin/hälsa. 

## Historia
Universitetet har historisk koppling till Sverige och utvandringen lade grunden för lärosätets bildande. År 1884 bildade svensken Erik August Skogsbergh (1850–1939) en skola i Minneapolis, vilket kom att bli en föregångare till North Park University.

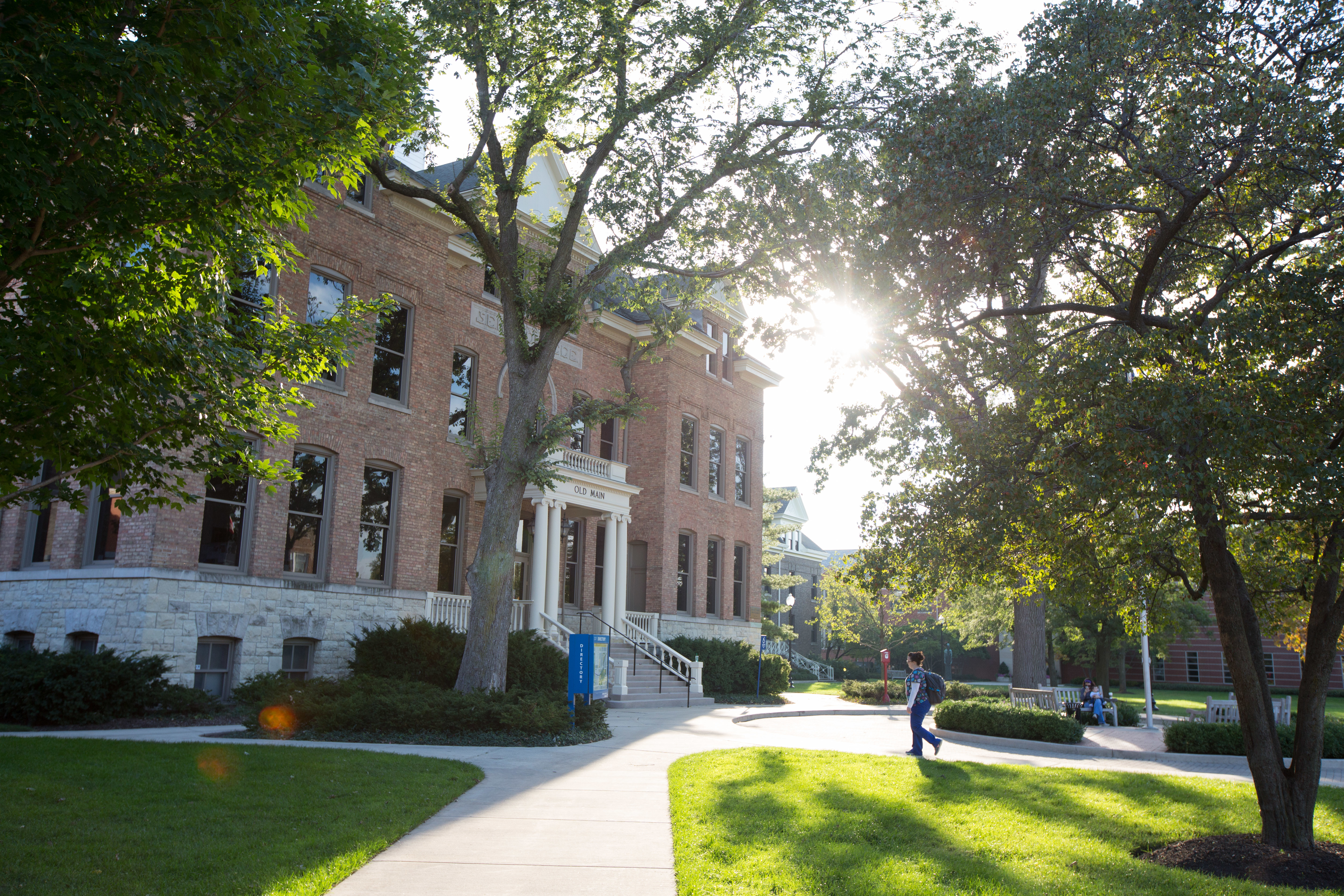
Old Main

År 1894 flyttades lärosätet till Chicago och dess nuvarande läge; campusområdets äldsta byggnad ("Old Main") invigdes den 16 juni 1894 och markerar datumet då institutionen fick namnet 'North Park'. Flytten och det formella bildandet finansierades av Evangelical Covenant Church. 
De första åren efter flytten från Minneapolis kantades av utmaningar. Såväl antalet studenter som kapital fluktuerade. Privatpersonen P.H. Anderson, som gjort ett stort fynd under guldrushen, bistod med ansenliga belopp.

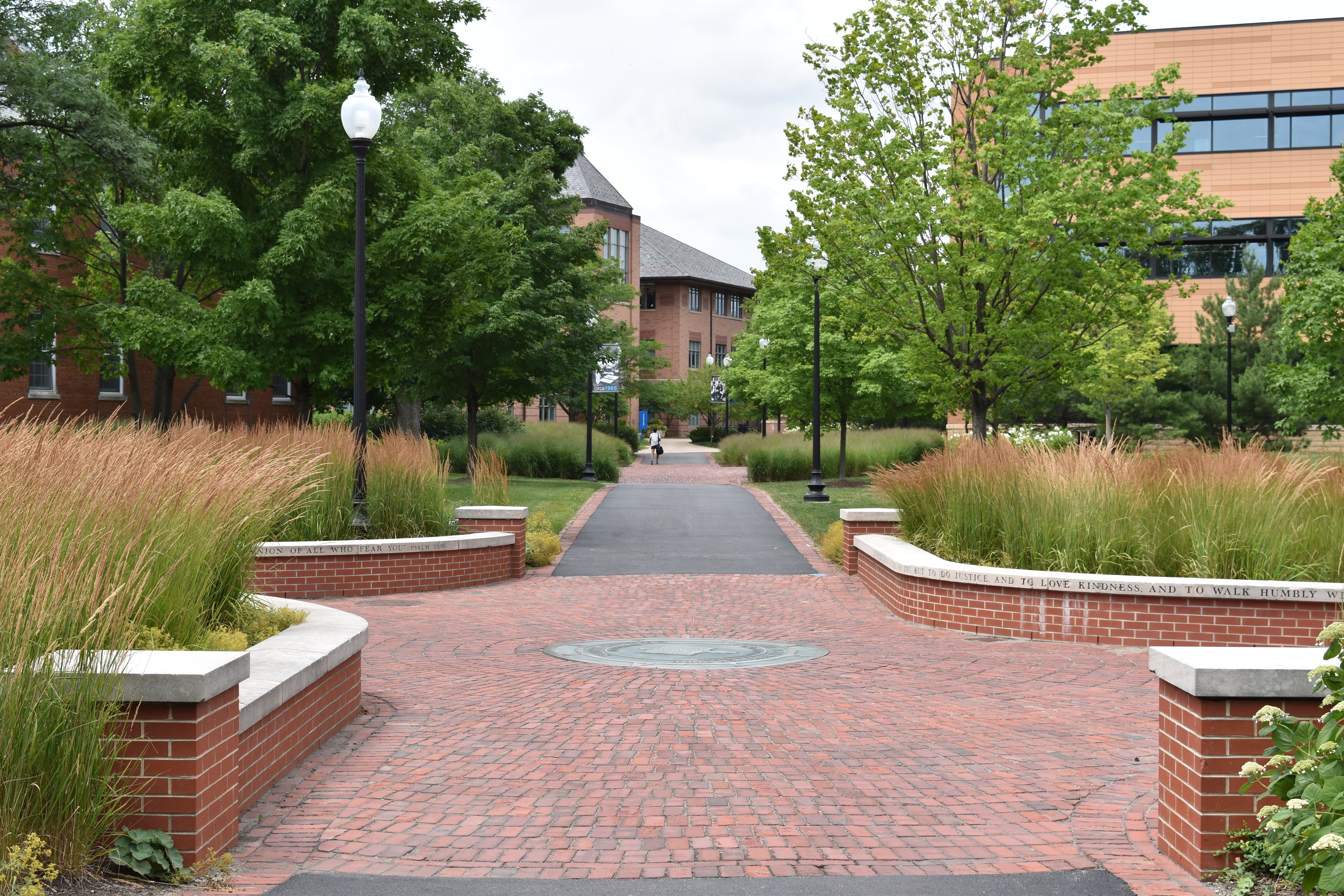
Centrala campusområdet. Byggnaden i bakgrunden är universitetsbiblioteket Brandel Library.

Sedan sin begynnelse har lärosätet utvecklats och kraftigt förändrats. Den historiska kopplingen till Sverige och den evangeliska kyrkan till trots så är skolan idag mer kulturellt berikad. Universitetet beskriver sig självt som en urban och interkulturell institution.
North Park Junior College expanderade år 1958 ifrån ett tvåårigt college till ett fyraårigt utbildningsprogram och blev därmed North Park College. År 1997 bildades de avancerade utbildningsprogrammen, varför institutionen fick sitt nya namn: North Park University.

## Akademiska program
- College of Arts and Sciences
- School of Business and Nonprofit Management
- School of Education
- School of Music, Art, and Theater
- School of Nursing and Health Sciences
- School of Professional Studies
- North Park Theological Seminary

## Sport
North Park University har 16 sportlag: 8 herrlag och 8 damlag.  Sporter som utövas är volleyboll, basketboll, softball, tennis, fotboll, amerikansk fotboll, friidrott och rodd.
Universitetet har ett framgångsrikt basketbollprogram. De har vunnit fem mästerskap sedan 1978, däribland tre i följd under ledningen av Michael Harper, som sedermera spelade i NBA. 
Fotbollslaget avslutade 2017 års säsong med historiken 20-2-2 och kom på andraplats i det nationella mästerskapet. Vidare vann de ett CCIW Championship och ett CCIW Tournament Championship. 

### Nationella mästerskapstitlar
Herrlaget i basketboll: 1978, 1979, 1980, 1985, 1987

## Studentförening

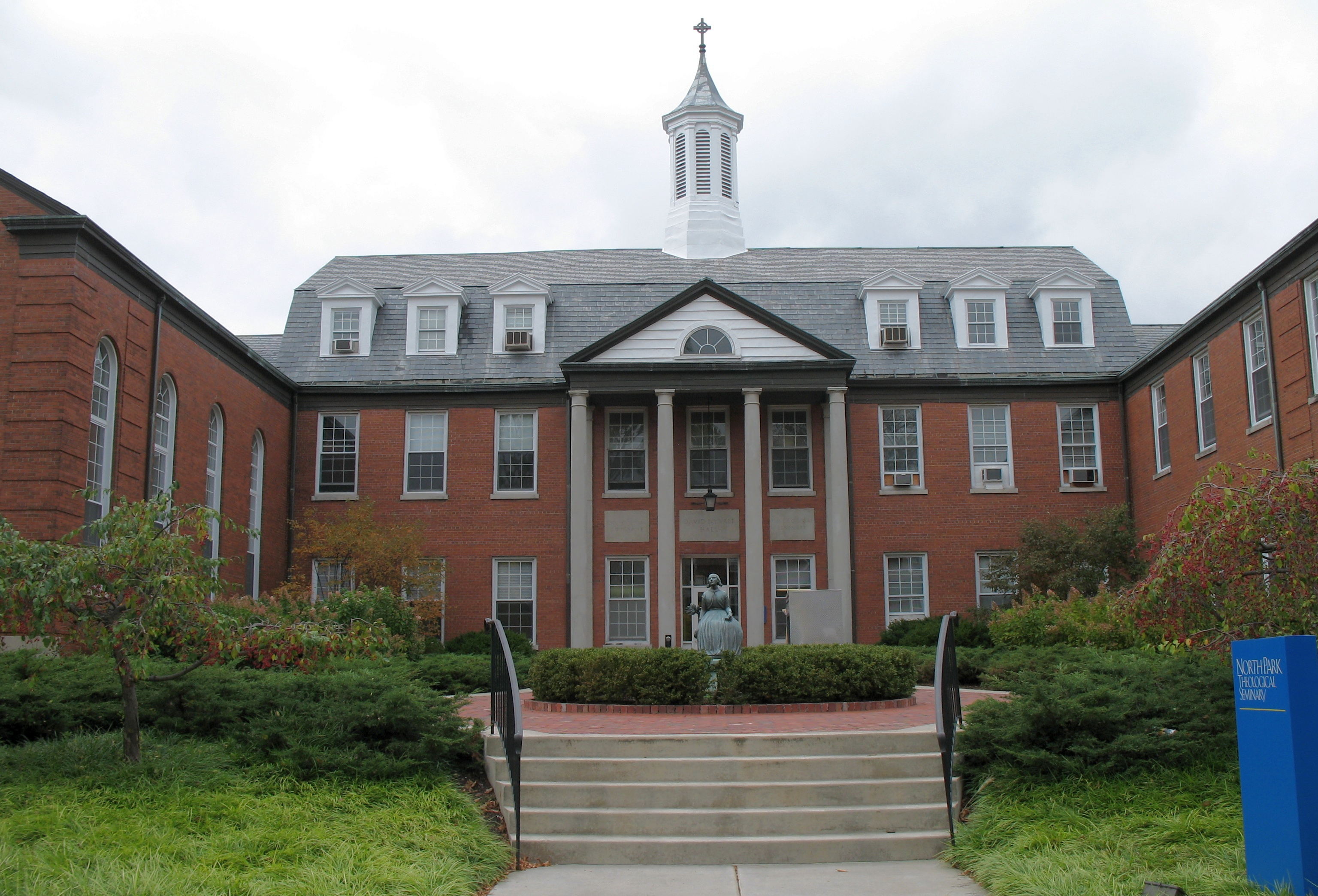
Nyvall Hall

Skolans studentkår (SGA) bistår finansiellt flera studentföreningar. Däribland en rad klubbar (bland annat ekonomi- och ledarskapsorienterade), kulturella föreningar (varav en skandinavisk), studenttidningen Vista Magazine och politiska partiföreningar.